# Odprto prvenstvo Slovenije v tenisu za ženske
Odprto prvenstvo Slovenije v tenisu (mednarodno ime Zavarovalnica Sava Portorož, staro ime Banka Koper Slovenia Open) je portoroški ženski teniški turnir z nagradnim skladom 235.000 $  na zunanjih igriščih s trdo podlago, ki je potekal med letoma 2005 in 2010 ter ponovno od leta 2021. 

## Zmagovalke

### Posamično
| Leto | Zmagovalka         | Drugouvrščena           | Rezultat                |
| ---- | ------------------ | ----------------------- | ----------------------- |
| 2005 | Klára Koukalová    | Katarina Srebotnik      | 6–2, 4–6, 6–3           |
| 2006 | Tamira Paszek      | Maria Elena Camerin     | 7–5, 6–1                |
| 2007 | Tatiana Golovin    | Katarina Srebotnik      | 2–6, 6–4, 6–4           |
| 2008 | Sara Errani        | Anabel Medina Garrigues | 6–3, 6–3                |
| 2009 | Dinara Safina      | Sara Errani             | 65–7, 6–1, 7–5          |
| 2010 | Ana Čakvetadze     | Johanna Larsson         | 6–1, 6–2                |
| 2021 | Jasmine Paolini    | Alison Riske            | 7–6(7–4), 6–2           |
| 2022 | Kateřina Siniaková | Jelena Ribakina         | 6–7(4–7), 7–6(7–5), 6–4 |

### Dvojice
| Leto | Zmagovalki                                     | Drugouvrščeni                               | Rezultat          |
| ---- | ---------------------------------------------- | ------------------------------------------- | ----------------- |
| 2005 | Anabel Medina Garrigues Roberta Vinci          | Jelena Kostanić Katarina Srebotnik          | 6–4, 5–7, 6–2     |
| 2006 | Lucie Hradecká Renata Voráčová                 | Eva Birnerová Émilie Loit                   | b.b.              |
| 2007 | Lucie Hradecká Renata Voráčová                 | Andreja Klepač Jelena Lihovceva             | 5–7, 6–4, 10–7    |
| 2008 | Anabel Medina Garrigues Virginia Ruano Pascual | Vera Duševina Jekaterina Makarova           | 6–4, 6–1          |
| 2009 | Julia Görges Vladimíra Uhlířová                | Camille Pin Klára Zakopalová                | 6–4, 6–2          |
| 2010 | Marija Kondratjeva Vladimíra Uhlířová          | Ana Čakvetadze Marina Erakovic              | 6–4, 2–6, 10–7    |
| 2021 | Ana Kalinska Tereza Mihalíková                 | Aleksandra Krunić Lesley Pattinama Kerkhove | 4–6, 6–2, [12–10] |
| 2022 | Marta Kostjuk Tereza Martincová                | Cristina Bucșa Tereza Mihalíková            | 6–4, 6–0          |